# Новороссийск (линкор)
«Джулио Чезаре» (итал. Giulio Cesare, досл. «Юлий Цезарь») — итальянский линкор типа «Конте ди Кавур». Был спущен на воду в 1911 году, вошёл в строй в 1914 году. Участвовал в Первой мировой войне на Средиземном море. Участник операций линейных сил Королевских военно-морских сил Италии во Второй мировой войне. Участник линейного боя у Калабрии 9 июля 1940 года. После окончания Второй мировой войны передан по репарациям СССР и вошёл в состав Черноморского флота ВМФ СССР под названием «Новороссийск». Затонул на севастопольском рейде 29 октября 1955 года от внешнего взрыва. В катастрофе погибло 617 человек, включая аварийные партии с других кораблей эскадры. Конечная причина взрыва не установлена до настоящего времени, выдвигается несколько версий катастрофы.

## История проекта
Дредноут «Джулио Чезаре» был одним из трёх кораблей типа «Конте ди Кавур» (Giulio Cesare, Leonardo da Vinci, Conte di Cavour), построенных по проекту инженер-генерала Эдоардо Масдеа и спущенных на воду в 1910—1917 годах.
Giulio Cesare был вторым в серии, его строила фирма «Ансальдо» (Генуя). Корабль был заложен 24 июня 1910 года, спущен на воду 15 октября 1911 года и вошёл в строй 14 мая 1914 года. Получил девиз «Чтобы выдержать любой удар».

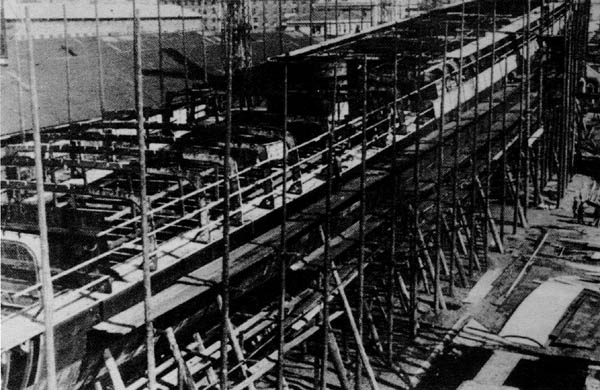
Линкор на стапеле (1910)

27 июня 1909 года Италия приняла Морской закон, предусматривавший постройку 4 дредноутов, 3 крейсеров-разведчиков, 12 подводных лодок, 12 эсминцев и 34 миноносцев. Закон одобрили 2 декабря и тогда же санкционировали постройку трёх линкоров по проекту 1908 года — будущих «Джулио Чезаре», «Леонардо да Винчи» и «Конте ди Кавур» («Данте Алигьери» уже строился). Средства на строительство начали выделять со следующего финансового года. Заказ на постройку двух из них получили частные верфи «Ансальдо» и «Одеро» из Генуи, а третий заложили на казённой верфи в Специи. Головным стал «Чезаре», который первым и вступил в строй.
Новизна проекта, его постоянные улучшения, трудности с производством броневых плит, механизмов, орудий главного калибра и башен для них сильно затянули строительство кораблей, сделали его зависимым от помощи иностранных (в основном английских) фирм, а с контрагентами частные верфи всегда работали быстрее государственных. Поэтому «Кавур», спущенный на воду раньше других, вошёл в строй на год позже, отстав именно из-за задержек в поставках.

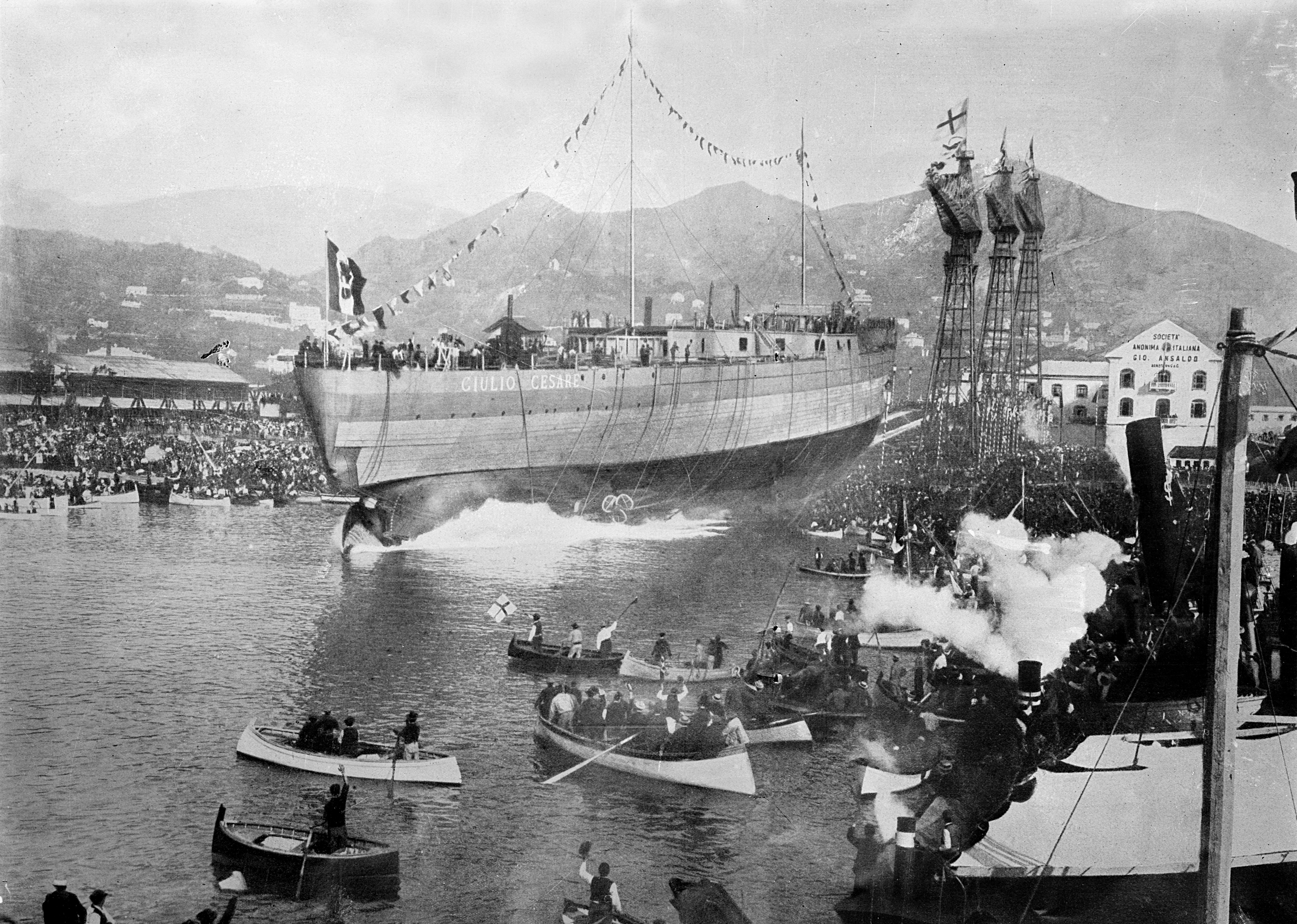
Спуск на воду Giulio Cesare

В процессе постройки «Джулио Чезаре» был перегружен на 2000 тонн, что увеличило его осадку на 0,9 м. Это привело к уменьшению полной скорости хода по сравнению с проектной на 1 узел; кроме того, из 2,5 м высоты главного броневого пояса над ватерлинией осталось лишь 0,75 м.
Итальянские кораблестроители переоценили свои возможности — их первые серийные дредноуты строились целых пять лет. Спроектированные как чуть ли не самые мощные в мире по вооружению, они вступили в строй, уже безнадёжно уступая новым кораблям этого класса с 343—381-мм артиллерией. Времени на существенное изменение проекта 1908 года уже не было, поэтому заложенные в 1912 году «Андреа Дориа» (итал. Andrea Doria) и «Кайо Дуилио» (Caio Duilio) отличались от предшественников только расположением средней башни — на палубу ниже (для лучшей остойчивости) и увеличенным до 152 мм калибром средней артиллерии с более мощной защитой. 152-мм орудия разнесли из центрального каземата к оконечностям, что увеличило их эффективность при отражении торпедных атак.

## Служба в итальянском ВМФ

### Ноябрь 1913 года — май 1915 года
Строительство «Чезаре» закончили в конце ноября 1913 года, и до официального ввода в строй он проходил различные испытания, входя вместе с «Леонардо да Винчи» в состав Боевой эскадры вице-адмирала Амеро д’Асте Стелла, который держал флаг на «Данте Алигьери».

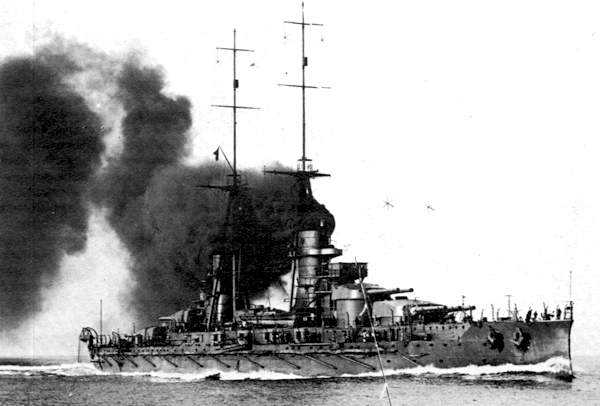
«Giulio Cesare» в 1914 году

Италия не сразу вступила в Первую мировую войну, долго высчитывая, чью сторону ей выгоднее принять. Хотя накануне боевых действий она входила в состав Тройственного союза вместе с Германией и Австро-Венгрией, дипломатам Антанты удалось добиться её нейтралитета. Выступление Италии на стороне Германии сделало бы положение союзников на Средиземном море угрожающим: срывалась переброска войск из Африки и британских доминионов во Францию, ставился под удар весь правый фланг на Западном фронте. В конце концов, обещания удовлетворить все притязания Италии на Адриатике за счёт Австро-Венгрии подтолкнули её выступить на стороне Антанты.
На момент объявления войны 24 мая 1915 года все дредноуты типа «Чезаре» находились в главной базе Таранто, входя в состав 1-й дивизии линейных кораблей контр-адмирала Корси (флаг на «Данте»), причём новейший «Кавур» (командир — капитан 1 ранга Э. Солари) стал флагманом главнокомандующего вице-адмирала Луиджи ди Савойя принца Абруцкого. Командиром «Чезаре» был уже капитан 1-го ранга Лобетти, а «Леонардо» — капитан 1-го ранга С. Писенарди. За день до этого на борту «Кавура» состоялась встреча командующего английским Средиземноморским флотом адмирала Д. Гэмбла с начальником итальянского главного морского штаба вице-адмиралом Паоло Таон ди Ревель и главнокомандующим герцогом Абруцким, на которой обсуждались вопросы взаимодействия флотов. 27 мая в Таранто состоялась встреча всех командующих флотами — Гэмбла, Абруцкого и Лаперейра (Франция), а также командующего эскадрой британских линкоров контр-адмирала Тернсби.
Итальянский флот представлял собой внушительную силу, но ему недоставало современных лёгких кораблей, способных противодействовать прекрасным австрийским крейсерам типа «Сайда» и эсминцам типа «Татра». Кроме того, англичане придерживались мнения, что «итальянцы гораздо лучше строят корабли, чем умеют на них воевать». Поэтому они решили направить в итальянские воды свои соединения кораблей.

### Первая мировая война
В августе 1914 года, с началом войны, был приписан к 1-й Боевой дивизии контр-адмирала К. Корси, поступив под командование капитана 1-го ранга Марцоло. На момент вступления Италии в войну (24 мая 1915 года) находился в главной ВМБ Таранто, уже под командованием капитана 1-го ранга Лобетти. Линкоры в Таранто находились в трёхчасовой готовности, проводя в заливе эволюции и стрельбы. Их главной задачей был бой с дредноутами противника. Ни в каком другом случае рисковать ими не разрешалось.
13 марта 1916 года, прикрывая операцию по захвату ВМБ Курцола на полуострове Сабиончелло, в составе дивизии перешёл в Валону, а затем снова вернулся в Таранто.
В декабре 1916 года в составе дивизии стоял на рейде острова Корфу. Однако угроза подводных атак вынудила командование отвести линкоры в гавани.
В марте 1917 года вместе с остальными линкорами находился в районе южной Адриатики и Ионического моря, обеспечивая операции на островах Ионического архипелага.
Конец войны линкор встретил в Таранто. За всё время боевых действий он провёл 31 час на боевых заданиях и 387 часов на учениях, ни разу не встретившись с противником.
В 1920 году девиз корабля сменили на «Цезарь здесь!»

### Межвоенный период
К 1922 году линкор прошёл первую модернизацию: была изменена форма фок-мачты. Тогда же линкор лишился носового украшения — огромного орла, державшего в лапах ленту с девизом Цезаря: «Пришёл. Увидел. Победил».
В августе 1923 года линкор принял участие в операции на острове Корфу.
В 1925 году претерпел более значительную модернизацию: замена системы управления артиллерийским огнём, установка катапульты для запуска гидросамолета типа «Макки» М.18. Для подъёма самолёта с поверхности воды и установки его на катапульту на верхней палубе появился кран.
В 1928 году стал учебным артиллерийским кораблём.
В 1933—1937 годах претерпел коренную модернизацию по проекту инженер-генерала Франческо Ротунди. Проект предусматривал рассверловку стволов 305-мм орудий до 320 мм (по другим данным — изменение объёма проволочной намотки и вкладной ствол большего диаметра), замену станков для повышения дальности стрельбы, усиление бронирования и противоторпедной защиты, замену котлов и механизмов, удлинение корпуса с изменением обводов. «Чезаре» проходил модернизацию на верфи Кантиери дель Тиррено в Генуе с 25 октября 1933 года по 1 октября 1937 года.

### Вторая мировая война
6 июля 1940 года, после вступления Италии во Вторую мировую войну линкор вышел в стратегическом прикрытии конвоя из Неаполя в Бенгази (флаг контр-адмирала И. Кампиони, командир — капитан 1-го ранга П. Вароли). 9 июля, на обратном пути из Бенгази в Таранто, эскадра встретилась у мыса Пунта Стило с линейной эскадрой королевского английского Средиземноморским флотом. В 16:00 381-мм снаряд с английского линкора «Warspite» попал в середину корпуса «Чезаре» и вызвал пожар. Дым вентиляторами засосало в котельные отделения, и четыре котла вышли из строя, вызвав падение скорости с 26 до 18 узлов. Под прикрытием дымовой завесы и эсминцев флагману в 16:45 удалось оторваться от противника. В Таранто он стал на ремонт: были разрушены лёгкие орудия, часть надстроек, требовали починки четыре котла. 115 членов экипажа были убиты или ранены.
После ремонта, 30 августа в составе мощного соединения вышел в море на перехват очередного английского конвоя в Александрию. Однако британская авиаразведка сумела обнаружить противника, и конвой отвернул на юг. Сильный шторм и нехватка топлива у эсминцев заставили итальянцев вернуться в Таранто.

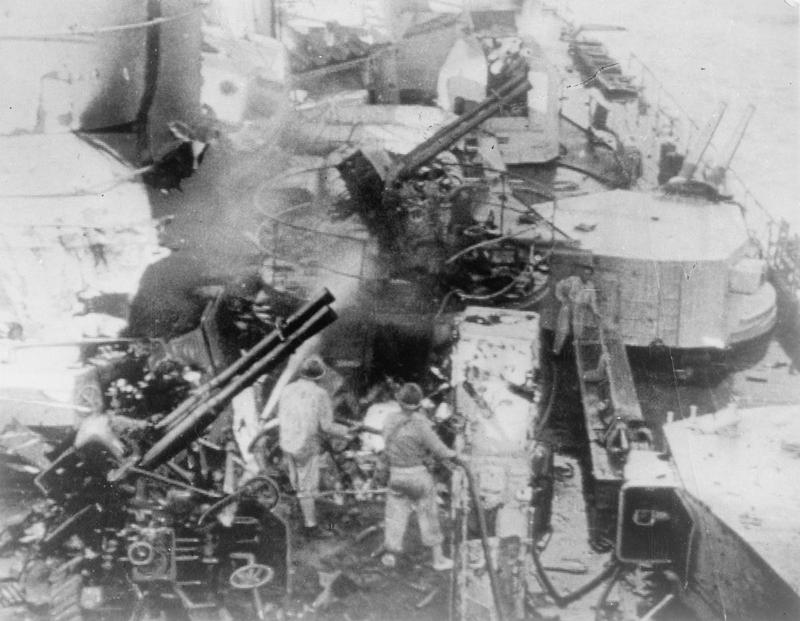
«Giulio Cesare» в 1940 году

В ночь с 11 на 12 ноября 1940 года около 20 самолётов с британского авианосца «Illustrious» атаковали итальянские линейные корабли в гавани ВМБ Таранто. Уцелевший «Чезаре» ушёл в Неаполь, а потом в Сицилию.
27 ноября в составе эскадры под командованием вице-адмирала Иниго Кампиони вышел к Сицилийскому каналу для перехвата очередного английского конвоя на Мальту. В результате боя с объединёнными силами англичан под командованием адмирала Сомервилла обе стороны получили незначительные повреждения. Когда в небе появились самолёты с авианосца «Ark Royal», Кампиони дал приказ на отход.
В декабре 1940 года итальянский флот был реорганизован. «Чезаре» вошёл в 5-ю Боевую дивизию.
Ночью 8—9 января 1941 года английская авиация с Мальты и греческих баз произвела налёт на Неаполь. Стоявший там «Чезаре» получил повреждения от близких разрывов трёх бомб и в сопровождении «Венето» ушёл в Специю на месячный ремонт.
9 февраля 1941 года «Чезаре» в составе эскадры вышел на перехват британского флота, обстрелявшего Геную, но безрезультатно.
К августу в Италии начались перебои с поставкой топлива и к операциям на море стали привлекать только новые линкоры. В бой же им разрешалось вступать только при заметном преимуществе. Однако к концу 1941 года, когда кораблей для прикрытия конвоев стало не хватать, «Чезаре» пришлось совершить два выхода в море.
3—5 января 1942 года «Чезаре» вышел в последний боевой поход, прикрывая конвой в Северную Африку, после чего был выведен из действующего флота. Помимо нехватки топлива выяснилось, что из-за недостатков конструкции линкор мог погибнуть от одного торпедного попадания. Использовать его в условиях господства союзной авиации в воздухе было рискованно. Большую часть экипажа списали на другие корабли и в штабы эскортных конвойных групп.
До конца 1942 года «Чезаре» стоял в Таранто, а в январе 1943 года перешёл в Полу, где был до конца войны превращен в плавучую казарму. Всего за кампанию 1940—1943 годов «Чезаре» совершил 38 боевых выходов в море, пройдя 16 947 миль за 912 ходовых часов, израсходовав 12 697 т нефти.
После заключения перемирия «Чезаре» вернулся в Таранто, а 12 сентября 1943 года под командованием капитана 2-го ранга В. Карминати последним из итальянских линкоров прибыл на Мальту. Во время перехода на корабле не было части экипажа, не все повреждения были устранены, почти весь путь был проделан без эскорта. В условиях постоянной угрозы нападения немецких торпедных катеров и авиации этот переход можно считать единственной героической страницей в истории «Чезаре». Сначала союзное командование решило оставить итальянские линкоры на Мальте под своим прямым контролем, но в июне 1944 года трём самым старым, включая «Чезаре», разрешили вернуться в итальянский порт Аугуста для использования в учебных целях.

## Служба в советском ВМФ

### Передача и состояние корабля
После выхода Италии из войны страны-победительницы разделили итальянские боевые корабли в счёт репараций. Советский Союз претендовал на новые линкоры типа «Литторио», однако ему достался лишь устаревший «Джулио Чезаре». Сразу получить корабль не удалось, поэтому англичане временно передали СССР свой старый дредноут «Royal Sovereign», получивший в советском флоте название «Архангельск». В 1948 году, после того, как «Чезаре» отправился в советский порт, «Архангельск» был возвращён Англии для разделки на металлолом.
Хотя к концу войны в строю из советских тяжёлых кораблей оставались лишь два старых линкора — «Севастополь» и «Октябрьская революция», — СССР всё ещё имел амбициозные планы по строительству линейных кораблей, и для подготовки экипажей планировалось использовать «Чезаре».
9 декабря 1948 года «Чезаре» покинул ВМБ Таранто и перешёл в Аугусту, откуда 15 декабря направился в албанский порт Влёра (Валона). Там 3 февраля 1949 года состоялась передача линкора, получившего временное обозначение Z11, советской комиссии во главе с адмиралом Г. И. Левченко. 6 февраля на корабле был поднят военно-морской флаг СССР, а через две недели он вышел в Севастополь, прибыв в новую базу 26 февраля. Приказом по Черноморскому флоту от 5 марта 1949 года линкору присвоили название «Новороссийск».
Полученный корабль находился в крайне запущенном техническом состоянии, поскольку с 1943 по 1948 год он стоял на приколе с минимальной командой и без надлежащего технического обслуживания. Непосредственно перед передачей Советскому Союзу линкор прошёл небольшой ремонт, коснувшийся в основном электромеханической части.
В удовлетворительном состоянии находились основная часть вооружения, главная энергетическая установка и основные корпусные конструкции ниже броневой палубы. В очень плохом состоянии находились общекорабельные системы — трубопроводы, арматура, обслуживающие механизмы. В нерабочем состоянии были аварийные дизель-генераторы. Эксплуатационная техническая документация и документация по непотопляемости на русском языке отсутствовала — пользоваться документами на итальянском языке не могли, поскольку никто не владел итальянским техническим. Присланные переводчики были беспомощны, поскольку не владели специальной терминологией. Внутрикорабельная связь, радиосвязь почти отсутствовали, а радиолокаторов и зенитной артиллерии малого калибра не было вообще.
Условия жизни экипажа не соответствовали ни климатическим особенностям Черноморского региона, ни организации службы советского флота, поскольку при стоянке в базе итальянские экипажи жили в береговых казармах, а в плавании их рацион состоял из макарон, сухого вина и оливкового масла. Первое время (до оборудования нормального камбуза) питание моряков обеспечивалось несколькими армейскими походными кухнями, почти круглосуточно дымившими на палубе.
В холодное время, в особенности при минусовых температурах наружного воздуха, в кубриках под палубой полубака, не имевшей изоляции, личный состав находился под сплошным «дождём» от обильной конденсации влаги. Для отдыха служили двух- и трёхъярусные койки, размещённые буквально «впритык» друг к другу в проходных кубриках. В связи с бытовыми трудностями первоочередными ремонтно-восстановительными работами на линкоре явились оборудование камбуза для команды, изоляция экспанзитом жилых и служебных помещений под палубой полубака, а также переоборудование части санузлов, умывальников и душевых.
В середине мая 1949 года линкор поставили в Северный док Севастопольского морского завода. При этом специалисты были поражены как изяществом обводов подводной части, так и характером её обрастания. Интенсивно оброс ракушкой лишь район переменной ватерлинии, а остальная часть, покрытая пастой неустановленного состава, почти не обросла. Но в неудовлетворительном состоянии оказалась донно-забортная арматура. Более того, как писал последний командир БЧ-5 линкора И. И. Резников, при очередном ремонте обнаружилось, что почти полностью заросли ракушкой трубопроводы пожарной системы, пропускная способность которых уменьшилась в несколько раз.

### Первые манёвры

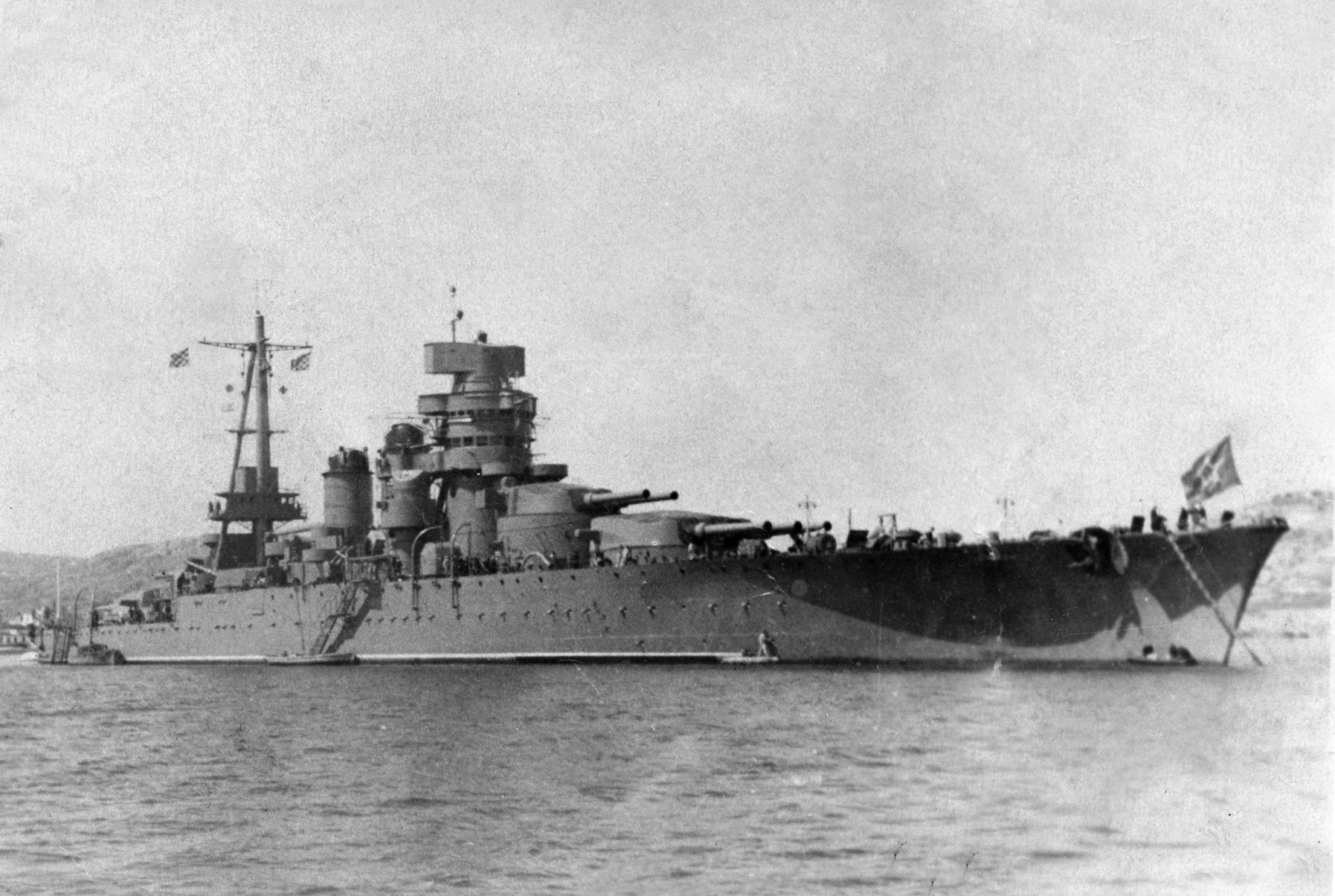
Линкор «Новороссийск» в Севастополе в начале 1950-х годов

Уже в июле 1949 года «Новороссийск» принял участие в манёврах эскадры в качестве флагмана. Естественно, что вооружение и системы управления огнём не соответствовали требованиям времени, механизмы в результате интенсивной службы и плохого ухода оказались в неудовлетворительном состоянии, да и системы жизнеобеспечения корабля нужно было приспособить под новые стандарты.
Из воспоминаний командира трюмной группы Ю. Г. Лепехова:

В таких условиях командованием флота была поставлена задача в трёхмесячный срок привести корабль в порядок, создать и отработать на совершенно незнакомом иностранном корабле (линкоре!) боевую и повседневную организацию, сдать курсовые задачи К-1 и К-2 и выйти в море. О возможности выполнения предписанного в установленный срок могут судить только те, кому довелось служить на больших кораблях в период их постройки и сдачи. Вместе с тем политическая обстановка требовала продемонстрировать способность советских моряков быстро освоить полученные итальянские корабли. В итоге, после очередной штабной проверки командующий эскадрой контр-адмирал В. А. Пархоменко, убедившись в невыполнимости поставленной задачи, устроил офицерскому составу линкора грандиозный разнос, объявил кораблю «оргпериод» и вслед за тем через пару недель, так и не приняв у корабля фактически ни одной курсовой задачи, в первых числах августа буквально «вытолкнул» линкор в море. В составе эскадры мы подошли к турецким берегам, дождались появления самолёта НАТО, убедившегося, что «Новороссийск» плавает, и вернулись в Севастополь. Так и началась служба в составе Черноморского флота корабля, непригодного, по сути дела, к нормальной эксплуатации[прояснить].

### Ремонт и модернизация

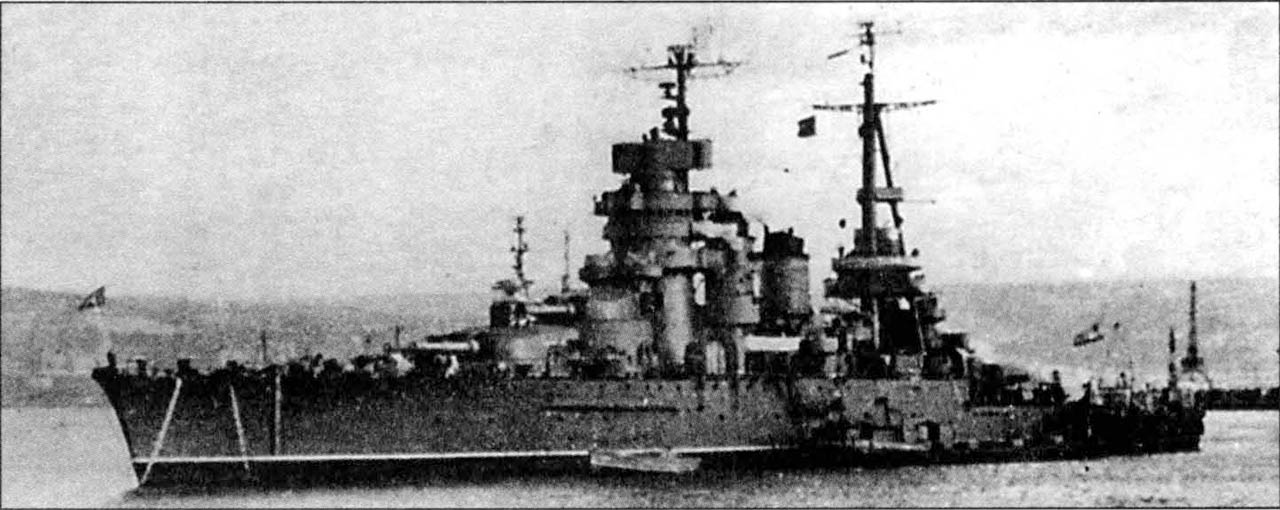
Линкор «Новороссийск» в 1950 году в бухте Севастополя

В последующие шесть лет на корабле постепенно был выполнен значительный объём работ по ремонту, частичной замене и модернизации боевых и технических средств. С 1950 по 1955 год линкор семь раз находился в заводском ремонте:
- 12 мая — 18 июня 1949 года — докование, Севморзавод (г. Севастополь);
- июль 1950 года — текущий ремонт, Севморзавод;
- 29 апреля — 22 июня 1951 года — докование, Севморзавод;
- октябрь 1951 года — текущий ремонт, Севморзавод;
- июнь 1952 года — отдельные работы, СРЗ № 13 (г. Севастополь);
- ноябрь 1954 года — текущий ремонт, Севморзавод[6];
- 13 февраля — 29 марта 1955 года — докование, Севморзавод.

В ходе выполненных работ на линкоре установили советские зенитные автоматы (24 штуки 37-мм спаренных орудий В-11, шесть 37-мм автоматических пушек 70-К) и радиолокационную станцию «Залп-М», переделали фок-мачту, модернизировали приборы управления стрельбой главного калибра, установили средства радиосвязи и внутрикорабельной связи, заменили аварийные дизель-генераторы, провели частичный ремонт главных и вспомогательных механизмов (в частности, установили новые турбины Харьковского турбинного завода, благодаря чему линкор показал скорость в 27 узлов). Однако некоторые недостатки так и не были устранены вплоть до октября 1955 года. От идеи перевооружить линкор отечественными 305 мм (длина ствола 52 калибров) орудиями отказались и даже начали производство боезапаса для итальянских орудий. Работы по модернизации вызвали небольшое увеличение массы корабля (примерно на 130 т) и ухудшение остойчивости (поперечная метацентрическая высота уменьшилась на 0,03 м).
В мае 1955 года «Новороссийск» вошёл в строй Черноморского флота и до конца октября несколько раз выходил в море, отрабатывая задачи по боевой подготовке. На тот момент, несмотря на преклонный возраст, это был самый сильный боевой корабль в СССР.

## Гибель линкора

### Взрыв
Вечером 28 октября 1955 года линкор вернулся из похода для участия в празднованиях по случаю 100-летия обороны Севастополя и занял место на бочке № 3 в районе Морского госпиталя (глубина 17 м воды и около 30 м вязкого ила). Швартовка прошла нештатно — старпом, капитан 2-го ранга Г. А. Хуршудов, замещавший находившегося в отпуске командира корабля, проскочил нужное место на полкорпуса. После швартовки часть экипажа, включая временно исполняющего обязанности командира, убыла на берег. Старшим офицером остался помощник командира корабля З. Г. Сербулов.
29 октября в 1 час 31 минуту под корпусом корабля с правого борта в носу раздался взрыв, эквивалентный 1000—1200 кг тротила, насквозь пробивший корпус линкора, вырвавший часть палубы полубака и пробивший в подводной части дыру в 150 м2. Поскольку в месте взрыва находились носовые кубрики, сразу погибло от 150 до 175 человек. Взрыв произошёл возле Госпитальной стенки Севастопольской бухты. Кроме того, через 30 секунд раздался второй взрыв по левому борту, в результате которого образовалась вмятина в 190 м2.

### Спасательные работы
Линкор пытались отбуксировать на мелководье, но прибывший на корабль командующий Черноморским флотом вице-адмирал В. А. Пархоменко приостановил начатую буксировку. Запоздалое приказание о возобновлении буксировки оказалось бессмысленным: носовая часть уже села на грунт. Не сразу адмирал позволил и эвакуировать незанятых в спасательных работах моряков, которых на юте скопилось до 1000 человек. Когда решение об эвакуации было принято, крен корабля начал стремительно нарастать. В 4 часа 14 минут линкор лёг на левый борт и через мгновение уткнулся мачтами в грунт. В 22 часа корпус полностью исчез под водой.
Поминутная хроника катастрофы была восстановленна очевидцами тех событий, как моряками «Новороссийска», так и спасателями.

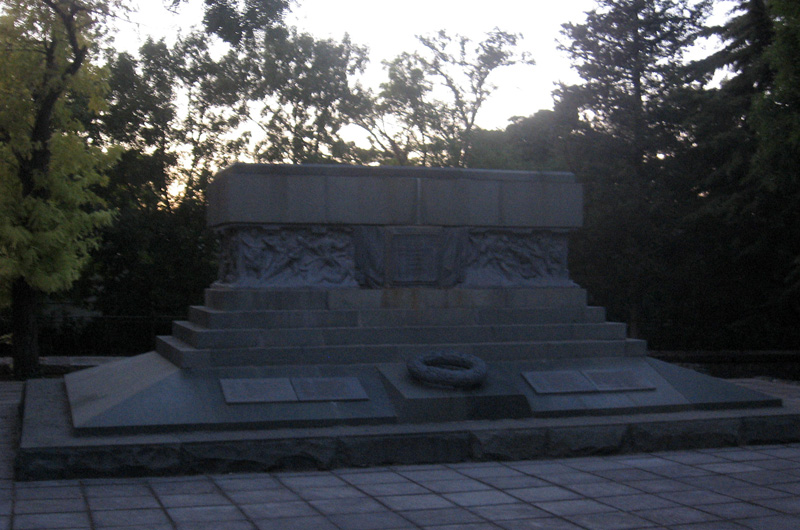
Памятник морякам линкора «Новороссийск» на Кладбище коммунаров в Севастополе, скульптор С. А. Чиж

В катастрофе погибли 617 человек — 557 человек экипажа линкора и 60 человек из личного состава аварийных партий других кораблей эскадры. Многие были заперты в отсеках опрокинувшегося корабля — из них удалось спасти лишь 9 человек (семерых через прорезанное в кормовой части днища отверстие и двоих из-под палубы юта, неплотно прилегавшей к грунту). Водолазы перестали слышать стук запертых в корпусе линкора моряков только 1 ноября.
Летом 1956 года Аварийно-спасательная служба ВМФ ЭОН-35 (главный инженер Н. П. Муру) приступила к подъёму линкора методом продувания. При продувке одновременно использовались 24 компрессора общей производительностью 120—150 м3 свободного воздуха в минуту. Подготовительные работы завершились в апреле 1957 года, и с 30 апреля начали предварительную продувку. Генеральную продувку начали 4 мая, и в тот же день линкор всплыл кверху килем — сначала носовая оконечность, а потом корма. Днище поднялось над водой примерно на 4 м. При подъёме корабля на дне осталась третья башня главного калибра, которую пришлось поднимать отдельно. Многие за участие в спасательной операции получили награды и были отмечены почётными грамотами ЦК ВЛКСМ.
14 (по другим данным[каким?], 28) мая корабль отбуксировали в Казачью бухту (куда был пробит соответствующий фарватер) и перевернули. В дальнейшем корабль был разобран на металл и передан на завод «Запорожсталь». Стволы 320-мм орудий до 1971 года лежали напротив Морского училища.

### Версии причины взрыва

#### Донная мина
Расследованием катастрофы занималась правительственная комиссия во главе с заместителем председателя Совета министров СССР В. А. Малышевым. Согласно докладу комиссии, «наиболее вероятно, что 29 октября 1955 года под кораблём имел место взрыв немецкой мины типа RMH или LMB с взрывателем М-1, поставленной в период Великой Отечественной войны».
Однако источники электропитания вытраленных в 1950-х годах донных мин оказывались разряженными, а взрыватели — неработоспособными.
Профессор, инженер-капитан 1-го ранга Н. П. Муру в книге «Катастрофа на внутреннем рейде» доказывает, что наиболее вероятной причиной гибели корабля является взрыв донной мины (двух мин). Прямым подтверждением версии взрыва мины Н. П. Муру считает то, что после катастрофы тралением донного ила были обнаружены 17 подобных мин, из которых три находились в радиусе 50 м от места гибели линкора.

#### Детонация корабельного боезапаса
Версия возможной детонации корабельного боезапаса отпала после обследования корпуса: характер разрушений указывал на то, что взрыв произошёл снаружи.

#### Умышленный подрыв или диверсия
По конспирологической версии автора «Независимого военного обозрения» Олега Сергеева, подрыв корабля был произведён «отечественными спецслужбами с ведома руководства страны во внутриполитических целях» для дискредитации затратной программы адмирала Кузнецова по широкомасштабному строительству надводных кораблей.
В 1992 году была опубликована статья группы офицеров технических служб флота, содержащая следующие выводы: по данным послевоенных исследований немецких морских мин, они полностью теряют работоспособность к 9-му году с момента их установки; на бочку, на которой погиб «Новороссийск», только линкоры с 1945 по 1955 годы вставали 140 раз; при обследовании дна у места гибели линкора была найдена воронка, с характерными признаками образования из-за давления столба воды на дно, а не вследствие подрыва боеприпаса на грунте; края основной пробоины в корпусе линкора загнуты внутрь; обнаружено несколько более мелких вмятин в корпусе — все они расположены снаружи; характер разрушений корпуса и палуб не характерны разрушениям линкоров и крейсеров воюющих государств периода Второй мировой войны, подрывавшихся на неконтактных донных минах, но зато аналогичны повреждениям кораблей этих классов от торпед или подводных диверсий; в документах расследований найдены свидетельства целого ряда лиц, наблюдавших не один первичный взрыв, повлекший пожар и дальнейшие взрывы внутри корпуса корабля, а два с минимальным промежутком по времени между ними. На основе этих фактов причина начала катастрофы линкора ими сформулирована так: «произошёл взрыв, по крайней мере, двух зарядов общей массой 1000 кг и более, одного подвешенного под днищем, другого со стороны правого борта на некотором расстоянии от него, но не на грунте».
Версия подробно изложена бывшим офицером линкора «Новороссийск», капитаном 1-го ранга в отставке и историком-исследователем Октябрём Бар-Бирюковым с пересказа эмигрировавшего в США бывшего советского флотского офицера о том, что ему рассказал один из исполнителей операции по подрыву по имени Николо, входивший также в 10-ю флотилию MAS (итальянский отряд подводных пловцов), базировавшуюся в Крыму во время войны и расформированную в 1945 году:

Когда происходила передача итальянских кораблей Советскому Союзу, бывший командир Xª MAS (10-й флотилии штурмовых средств) князь Валерио Боргезе поклялся отомстить за бесчестие и взорвать линкор «Джулио Чезаре» во что бы то ни стало. Князь Боргезе не бросал слов на ветер. Вознаграждение исполнителям было баснословным. Место действия изучено и хорошо знакомо. Время послевоенное, Советы расслабились, вход в порт молов не имел, боновое заграждение затворялось только на ночь, да и оно не было преградой для подводников. В течение года шла подготовка. Исполнители — восемь боевых пловцов, за плечами у каждого боевая диверсионная школа на Чёрном море. В ночь на 21 октября 1955 года из некоего итальянского порта вышел обычный грузовой пароход, взяв курс на один из днепровских портов под погрузку пшеницы. Курс и скорость рассчитали так, чтобы пройти в 15 милях траверс маяка Херсонес в полночь 26 октября. Придя в заданную точку, пароход выпустил из специального люка в днище мини-субмарину и ушёл своим курсом. Подлодка под названием «Пиколло» скрытно прошла в район севастопольской бухты Омега (Круглая), где её экипаж устроил тайную базу — выгрузил на дно дыхательные баллоны, взрывчатку, гидробуксиры и прочий скарб. С темнотой вышли обратно в море в ожидании условного знака. Сигнал был получен, и итальянцы вернулись в бухту Омега к своему схрону, переоделись в скафандры и, захватив всё необходимое, при помощи гидробуксиров двинулись к причальной бочке «Новороссийска». Видимость была ужасная, работали почти на ощупь. Дважды возвращались в Омегу за взрывчаткой, упрятанной в магнитные цилиндры. С заходом солнца минирование цели закончили, вернулись на базу и прошлюзовались в «Пиколло». Впопыхах забыли на дне сумку с инструментами и запасной винт гидробуксира. Затем вышли в открытое море, двое суток ждали «свой» пароход. Поднырнули под днище, люк захлопнули, воду откачали. Три долгожданных удара по переборке известили, что операция закончена.

В июле 2015 году итальянский журналист Лука Рибустини сослался на интервью 2013 года 90-летнего Уго Д’Эспозито, ветерана итальянского подразделения боевых пловцов «Гамма» в составе итальянской 10-й флотилии MAS (десятой флотилии штурмовых средств), который упомянул версию (не будучи сам участником событий) о том, что боевые пловцы из расформированной ранее итальянской Xª MAS причастны к затоплению советского линкора «Новороссийск» в 1955 году. В конце своего расследования Рибустини признаёт, что не может найти доказательств саботажа советского линкора — как из соображений «мести», так и из чисто стратегических соображений.
Писатель-историк и публицист Аркадий Михайлович Чикин в своей статье, опубликованной в альманахе «Морской архив» № 3 (4), 2012 г., пишет:

Большое любопытство вызывает возможный «английский след» в севастопольской трагедии. Это — геополитика. Откровенно говоря, такая постановка вопроса стала неожиданностью. Стоит поразмыслить. Тем более что на момент гибели линкора англичане имели отлично подготовленные, имевшие боевой опыт, поставившие жирную точку в биографии, например, «Тирпица», хорошо оснащённые подводные диверсионные силы. Напомним, которые готовили и итальянцы, после капитуляции их страны.

Далее он ссылается на публикацию капитана 2 ранга запаса Сергея Елагина в журнале «Независимое военное обозрение»:

Можно с уверенностью сказать, что атаку «Новороссийска» проводили настоящие профессионалы, специалисты своего дела. Их в то время было так мало, что не составляло большого труда назвать поимённо каждого! Это могли быть только боевые пловцы из итальянской флотилии MAC, британской 12-й флотилии или германского соединения «К». Других специалистов с практическим боевым опытом в Европе и НАТО просто не существовало. Почему правительственная комиссия СССР в 1955 г. только робко потянула и тут же оборвала тонкую ниточку версии, которая тянулась к диверсантам из 12-й флотилии военно-морских сил Великобритании в Портсмуте?

#### Взрывчатка на корабле
По предположению Юрия Лепехова (участника передачи корабля 3 февраля 1949 года от итальянской стороны к советской), причиной взрыва послужили немецкие магнитные подводные мины (одна или две). При этом он полагает, что характер разрушений корпуса линкора (корабль был пробит взрывом насквозь, причём пробоина в днище не совпадает с пробоиной на палубе), указывает на то, что взрыв мины вызвал детонацию заряда, который был заложен на корабле итальянцами ещё до его передачи советской стороне. Этой версии противоречит то, что края пробоины были завернуты внутрь корабля.
Лепехов утверждает, что когда во время приёмки он и другие участники комиссии осматривали корабль, то уткнулись в глухую переборку в носовой части линкора. В переборке ранее были три так называемых «флорных выреза», но в момент осмотра комиссией они были аккуратно заварены. Тогда этому не придали значения, но теперь Лепехов полагает, что за этой переборкой находился мощный заряд взрывчатого вещества. Данный заряд должен был быть приведён в действие через какое-то время после передачи корабля, но по каким-то причинам этого не произошло. Зато уже в 1955 году именно этот заряд, по злому и нелепому (детонация от мины) совпадению, послужил основной причиной гибели корабля.

## Последствия
В результате расследования, произведённого в последующее время, понижены в званиях и должностях, с вынесением выговора следующие военачальники:
- Кузнецов, Николай Герасимович — Адмирал Флота Советского Союза, Главнокомандующий ВМФ СССР,
- Захаров, Семён Егорович — адмирал, заместитель начальника Главного управления кадров Министерства обороны СССР,
- Пархоменко, Виктор Александрович — вице-адмирал, командующий Черноморским флотом,
- Кулаков, Николай Михайлович — вице-адмирал, член Военного совета Черноморского флота,
- Калачёв, Борис Терентьевич — контр-адмирал, начальник политуправления Черноморского флота,
- Никольский, Николай Иванович — контр-адмирал, Начальник штаба эскадры Черноморского флота,
- Галицкий, Анатолий Александрович — контр-адмирал, командир 24-й дивизии охраны водного района.

## Память
5 июля 1999 года был подписан указ Президента РФ № 871, согласно которому 712 офицеров и матросов за мужество, отвагу и самоотверженность, проявленные при спасении экипажа линейного корабля «Новороссийск», награждены орденами Мужества (613 из них — посмертно). Полный текст указа не был официально опубликован (в базе правовых актов органов государственной власти РФ этот указ отсутствует), но список награждённых напечатан в журнале «Морской сборник» №№ 9—11, 1999 год.
В августе 2013 года бывший зенитчик корабля и председатель совета ветеранов линкора «Новороссийск» Виктор Салтыков сообщил, что российские ветераны-моряки, многие из которых стали после инцидента инвалидами, намерены через суд требовать от Италии возмещения ущерба их здоровью. Они потребовали провести международное расследование по факту уничтожения корабля.